# Meduza (mitologija)
Meduza (grško Μέδουσα) je bila v grški mitologiji ena izmed treh sester gorgon, grozna pošast s kačami namesto las. Kogarkoli je pogledala v oči, je na mestu okamenel. 
Meduzo je ubil Perzej, tako, da je pred njo nastavil svoj ščit, da se je v njega videla in okamenenela na mestu, potem ji je odsekal glavo, a njena moč okamenjevanja je še zmerom delovala. Kasneje jo je podaril Ateni, ki mu je pri tem dejanju pomagala skupaj s Hermesom. Po grški mitologiji naj bi strupene kače nastale iz kapelj krvi, ki je polzela iz torbe, v kateri je Perzej nosil Meduzino glavo. 
Meduza je bila punca Pozejdona boga morja ko sta se dobila v Ateninem templju je Atena to ugotovila in jo spremenila v osebo s kačami na glavi namesto las. 
Drugi viri pa trdijo da je veliko ljudi napadalo Meduzo in ji je Atena dala za obrambo tako podobo. 